# Physoconops pallipes
Physoconops pallipes är en tvåvingeart som först beskrevs av Eymelt 1942.  Physoconops pallipes ingår i släktet Physoconops och familjen stekelflugor. Inga underarter finns listade i Catalogue of Life.